# 中華人民共和国文化部
中華人民共和国文化部は、中華人民共和国国務院に存在していた行政部門。文化事業を管轄した。日本の文化庁にあたる。
2018年、第13回全国人民代表大会で採択された国務院機構改革プランにて、文化部は観光局とともに廃止され、両者の機能を統合した中華人民共和国文化観光部が新設された。

## 歴任部長
- 茅盾[2]（1954年—1965年1月4日
- 陸定一（1965年1月4日—1966年）
- 肖望東（中国語版）（1966年5月—1967年2月、代理）
- 于会泳（中国語版）（1975年1月17日—1976年10月隔離審査）
- 黄鎮（中国語版）（1977年12月—1980年12月）
- 周巍峙（中国語版）（1980年12月—1982年5月4日、代理）
- 朱穆之（中国語版）（1982年5月4日—1986年6月25日）
- 王蒙（1986年6月25日—1989年9月4日）
- 賀敬之（1989年9月—1992年11月、代理）
- 劉忠徳（中国語版）（1993年3月29日—1998年3月18日）
- 孫家正（中国語版）（1998年3月18日—2008年3月17日）
- 蔡武（2008年3月17日—2014年12月28日）
- 雒樹剛（2014年12月28日—2018年3月）

## 下位機構
10の職能司（日本の庁にあたる）が置かれている。
1. 弁公庁
2. 政策法規司
3. 計画財務司
4. 人事司
5. 芸術司
6. 教育・科学技術司
7. 文化市場司
8. 文化産業司
9. 社会文化司
10. 対外文化連絡局